# Tabanus abdominalis
Tabanus abdominalis is een vliegensoort uit de familie van de dazen (Tabanidae). De wetenschappelijke naam van de soort is voor het eerst geldig gepubliceerd in 1805 door Johann Christian Fabricius.